# Wohnhaus Papst Benedikt XVI.

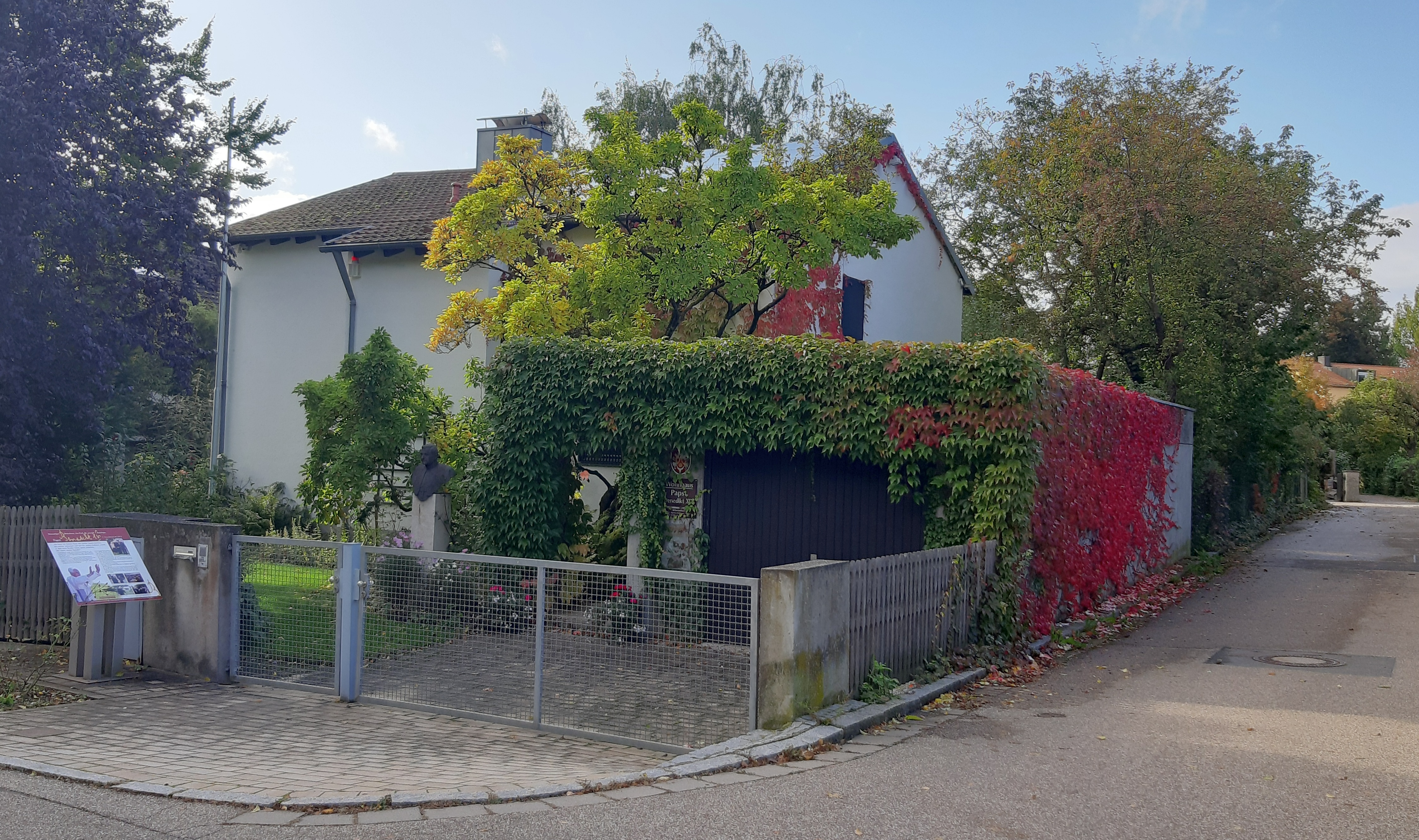
Gesamtansicht

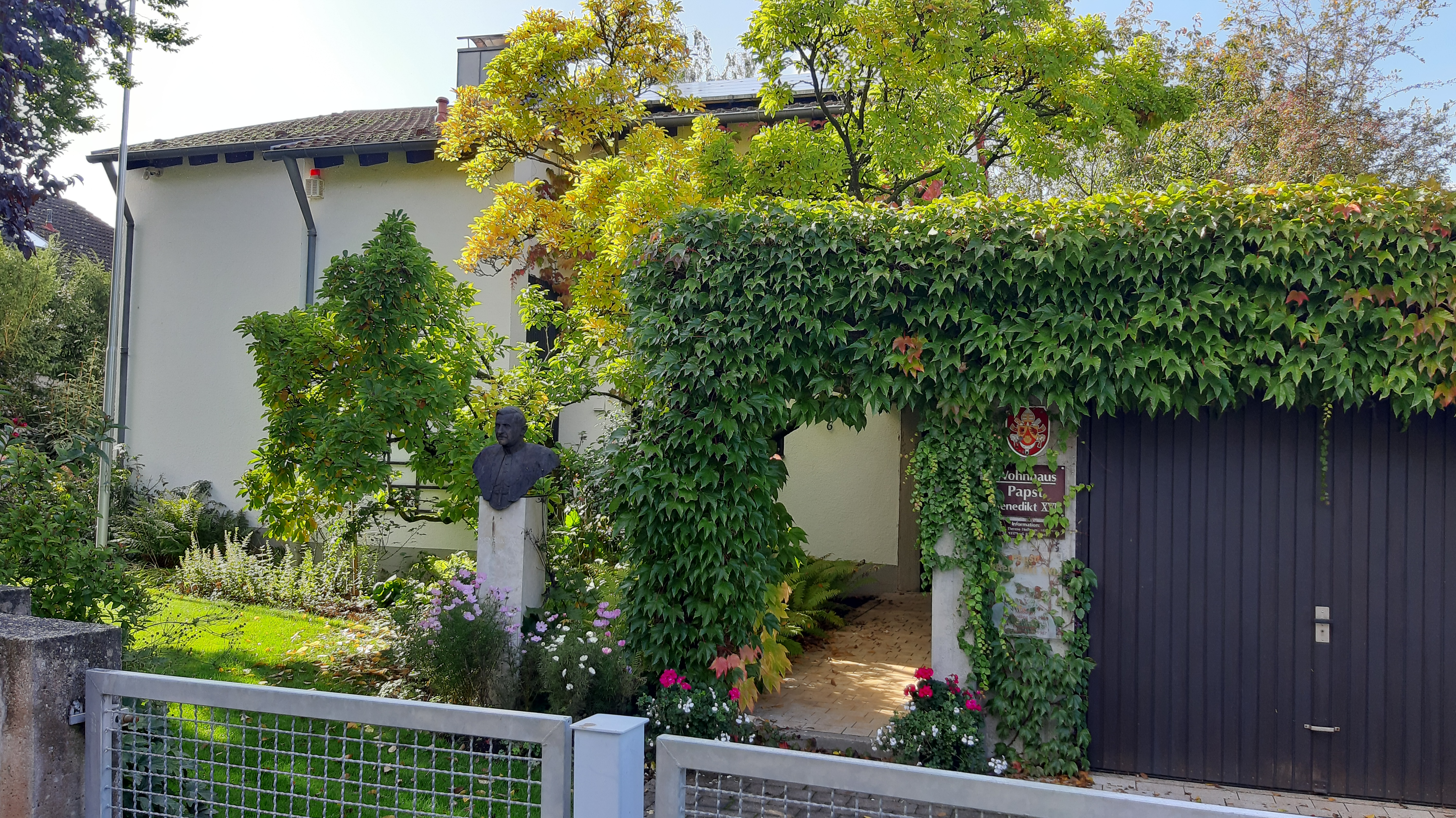
Vorderseite mit Büste

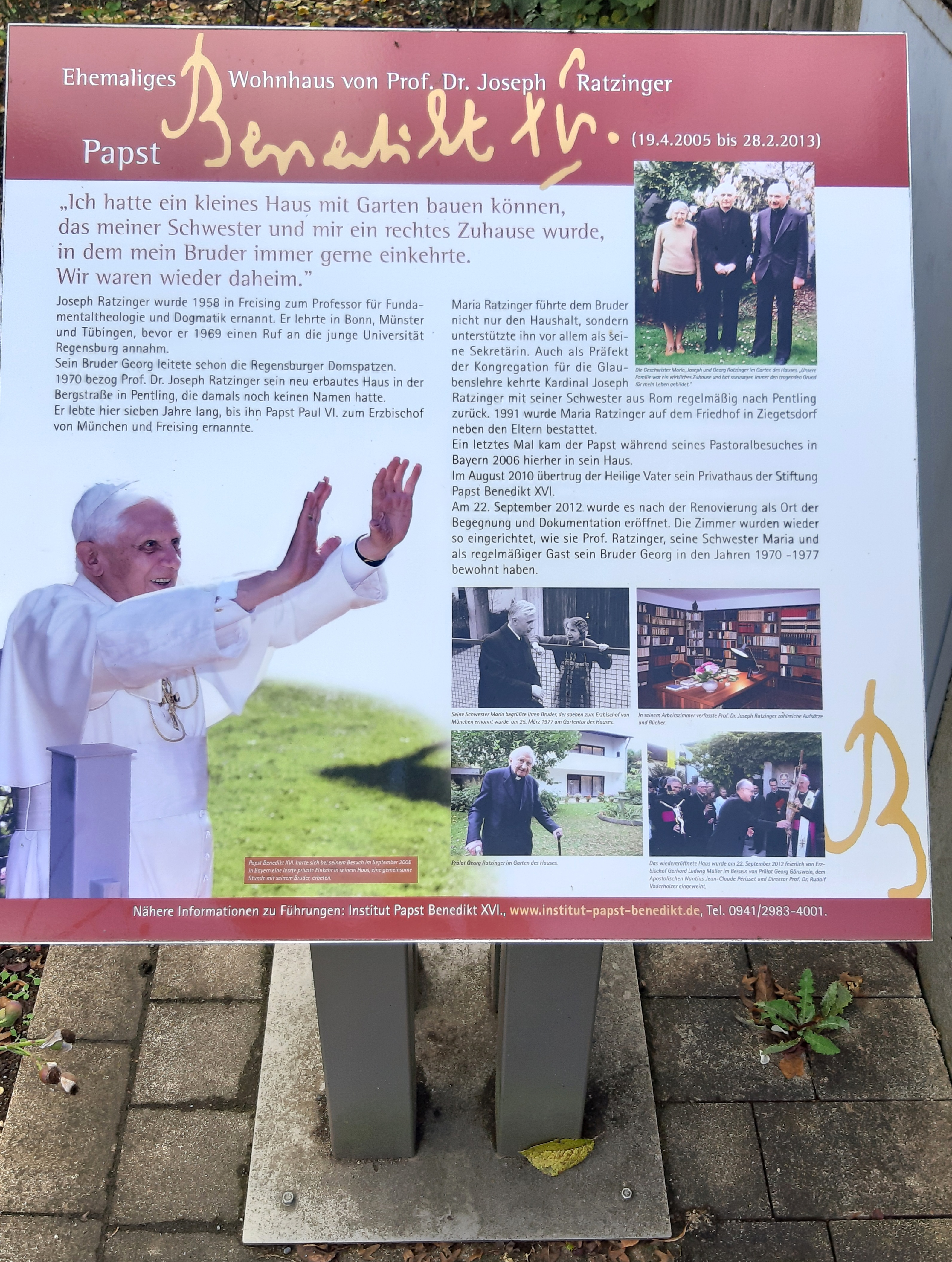
Infotafel

Das Wohnhaus Papst Benedikt XVI. in Pentling, das ehemalige Eigenheim Joseph Ratzingers, Papst Benedikts XVI., dient heute als biographisches Museum, Begegnungsstätte und beherbergt ein Archiv. Das Haus wird vom Institut Papst Benedikt XVI. verwaltet.

## Geschichte
Gleich nachdem Joseph Ratzinger 1969 an die Universität Regensburg berufen worden war, ließ er das Haus nach seinen Vorstellungen von einem Architekten planen; Ende 1970 konnte es bezogen werden. Es sollte auch der Lebensmittelpunkt seines Bruders Georg, der bereits seit 1964 Domkapellmeister am Regensburger Dom war, und seiner Schwester Maria, die ihm seit 1959 den Haushalt führte und ihn als Sekretärin unterstützte, werden; sie ließen daher 1974 ihre Eltern von Traunstein zum nahegelegenen Friedhof in Ziegetsdorf überführen. Dort wurde auch Maria bestattet, nachdem sie am 2. November 1991 während eines Kurzurlaubs in Pentling verstorben war.
Joseph Ratzinger behielt das Haus, als er 1977 als Erzbischof nach München und 1982 als Präfekt der Kongregation für die Glaubenslehre nach Rom berufen wurde: Es sollte ein Treffpunkt der Geschwister bleiben. Auch nach seiner Wahl zum Papst 2005 blieb das Haus seine gemeldete Adresse in Deutschland; er besuchte es noch zweimal: am 13. September 2006 im Zuge seiner Pastoralreise nach Bayern und zuletzt am 20. Juni 2020 anlässlich einer Privatreise nach Regensburg.
Im August 2010 übertrug Benedikt XVI. das Haus an das Institut Papst Benedikt XVI., nach dessen umfangreichen Recherchen das Erscheinungsbild des Hauses und dessen kompletter Einrichtung sowie der zugehörigen Gartenanlage wieder so rekonstruiert wurde, wie es sich Joseph Ratzinger während seines Wirkens in Regensburg eingerichtet hatte. Am 22. September 2012 wurde es als Dokumentations- und Begegnungsstätte für die Theologie und geistlichen Werke Joseph Ratzingers eröffnet. Die feierliche Segnung am Eröffnungstag vollzog Ratzingers Nachfolger als Präfekt der römischen Glaubenskongregation, der frühere Bischof von Regensburg Gerhard Ludwig Müller. Ihr wohnten – neben anderen geistlichen Würdenträgern und weiteren Gästen – der Apostolische Nuntius in Deutschland Jean-Claude Périsset, der Privatsekretär Benedikts XVI. Georg Gänswein, der Diözesanadministrator von Regensburg Wilhelm Gegenfurtner, der Direktor des Instituts Papst Benedikt XVI. und spätere Bischof von Regensburg Rudolf Voderholzer sowie der Bruder Benedikts XVI. Georg Ratzinger bei.

## Lage und Bauwerk
Das Einfamilienhaus steht südöstlich des Autobahnkreuzes Regensburg in der Pentlinger Bergstraße 6. Nahe dem Eingang steht eine Bronzebüste Benedikts XVI. von dem Surberger Bildhauer Johann Brunner. Zu dem Anwesen gehört ein Garten, hier stehen die Kopien zweier Bronzeskulpturen von Christine Stadler. Der nüchterne, weiß getünchte zweigeschossige Bau trägt ein Satteldach. Auf der Gartenseite befindet sich eine Loggia. An das Haus angebaut ist eine Garage.

## Räumlichkeiten
Die Möbel im Haus sind teils im Original erhalten, teils Rekonstruktionen. Im ehemaligen Arbeitszimmer Joseph Ratzingers befindet sich die Bibliothek des Professors und späteren Papstes, bestehend teils aus zurückgelassenen Büchern – mit handschriftlichem Besitzvermerk –, teils aus nachgekauften Ergänzungen, so dass annähernd der Bestand von 1977 zu sehen ist. Der Schreibtisch ist eine Kopie des von Benedikts XVI. bis ans Lebensende benutzten Originals, an dem er seit 1953 arbeitete und das er 1959 vor seinem Umzug nach Bonn von der Theologisch-Philosophischen Hochschule in Freising erwarb.
Die Küche im Erdgeschoss ist mit einer Eckbank und resopalbeschichteten Möbeln der frühen 1970er Jahre eingerichtet, manches ist rekonstruiert.
In den ehemals für die Geschwister Joseph Ratzingers vorbehaltenen Zimmern ist jeweils das Lebenswerk durch Erinnerungsstücke dokumentiert. Im Falle des Bruders, Domkapellmeister in Regensburg, sind das Partituren und Tonträger mit von Georg Ratzinger eingespielten Aufnahmen; im Fall der Schwester Maria Ratzinger sind das die Schreibmaschine, auf der sie Schreibarbeiten für ihren Bruder Joseph erledigte, sowie ihr Kochbuch und ihr Nähzeug in Erinnerung an die jahrzehntelange Haushaltsführung für ihren Bruder Joseph.
Das ehemalige Schlafzimmer ist jetzt umgewidmet als Erinnerungszimmer für alle drei Geschwister; dort befindet sich auch das vermutlich älteste erhaltene Dokument aus der Feder Joseph Ratzingers, ein an das Christkind gerichteter Wunschzettel vom Dezember 1934 – der siebenjährige Joseph Ratzinger äußerte darauf Wünsche nach einem Schott, nach einem grünen Messgewand und einem Herz Jesu. Das ehemalige Esszimmer im Erdgeschoss dient heute als Konferenzraum der Begegnungsstätte. Im Keller ist ein Archiv des Instituts Papst Benedikt XVI. untergebracht; dort findet sich unter anderem die theologische Bibliothek Vinzenz Pfnürs. Am Eingang ist das Gästebuch Joseph Ratzingers in digitaler Form einzusehen.
Zum Haus gehört eine eigene Kapelle, die sich Joseph Ratzinger einrichten ließ.